# Equações de Jefimenko
As equações de Jefimenko descrevem o comportamento de campos elétricos e campo magnético em função da posição das fontes do campo em instantes retardados. Junto equação de continuidade, as equações de Jefimenko  são equivalentes às equações de Maxwell.

## Campo eletromagnético no vácuo
O campo elétrico {\displaystyle \mathbf {E} } e o campo magnético {\displaystyle \mathbf {B} } oriundos do término da densidade de carga {\displaystyle \rho \,} e adensidade de corrente {\displaystyle \mathbf {J} } como:
{\displaystyle {\begin{cases}\mathbf {E} ({\vec {r}},t)={\cfrac {1}{4\pi \epsilon _{0}}}\int {\left({\frac {\rho (\mathbf {r'} ,t_{r})\mathbf {R} }{R^{3}}}+{\cfrac {\mathbf {R} }{R^{2}c}}{\cfrac {\partial \rho (\mathbf {r'} ,t_{r})}{\partial t}}-{\cfrac {1}{Rc^{2}}}{\cfrac {\partial \mathbf {J} (\mathbf {r'} ,t_{r})}{\partial t}}\right)d^{3}\mathbf {r'} }\\\mathbf {B} ({\vec {r}},t)={\cfrac {\mu _{0}}{4\pi }}\int {\left({\cfrac {\mathbf {J} (\mathbf {r'} ,t_{r})\times \mathbf {R} }{R^{3}}}+{\cfrac {1}{R^{2}c}}{\cfrac {\partial \mathbf {J} (\mathbf {r'} ,t_{r})}{\partial t}}\times \mathbf {R} \right)d^{3}\mathbf {r'} }\end{cases}}}|1|
Onde {\displaystyle \mathbf {R} =\mathbf {r} -\mathbf {r'} }, e {\displaystyle t_{r}=t-R/c\,}. 
O uso do tempo retardado significa que o campo no instante  t a uma distância R das cargas depende de como estavam as cargas situadas no instante anterior, devido a velocidade de propagação finita do campo ao campo criado pelas cargas de agora e se manifesta somente em tempos espaçados e grandes distâncias, porque não existe conexão entre a posição das cargas de "agora" em grandes distâncias das cargas.